# Challenger AAT de TCA 2024
Il Challenger AAT de TCA 2024 è stato un torneo maschile tennis professionistico. È stata la 3ª edizione del torneo, facente parte della categoria Challenger 50 nell'ambito dell'ATP Challenger Tour 2024, con un montepremi di 40 000 $. Si è giocato dall'8 al 14 gennaio 2024 sui campi in terra rossa del Tenis Club Argentino di Buenos Aires, in Argentina.

## Partecipanti

### Teste di serie
| Nazionalità | Giocatore                 | Ranking* | Testa di serie |
| ----------- | ------------------------- | -------- | -------------- |
| Austria     | Lukas Neumayer            | 236      | 1              |
| Italia      | Edoardo Lavagno           | 240      | 2              |
| Argentina   | Juan Pablo Ficovich       | 254      | 3              |
| Stati Uniti | Tristan Boyer             | 268      | 4              |
| Argentina   | Renzo Olivo               | 281      | 5              |
| Bolivia     | Murkel Dellien            | 284      | 6              |
| Spagna      | Nikolás Sánchez Izquierdo | 291      | 7              |
| Ucraina     | Oleksii Krutykh           | 295      | 8              |

* Ranking al 1º gennaio 2024.

### Altri partecipanti
I seguenti giocatori hanno ricevuto una wild card per il tabellone principale:
- Luciano Emanuel Ambrogi
- Alex Barrena
- Lautaro Midón

I seguenti giocatori sono entrati in tabellone come alternate:
- Felix Gill
- Orlando Luz
- Carlos Taberner
- Juan Bautista Torres

I seguenti giocatori sono passati dalle qualificazioni:
- Gonzalo Bueno
- Gonzalo Villanueva
- Valerio Aboian
- Mateus Alves
- Dmitrij Popko
- Matías Franco Descotte

## Punti e montepremi
| Torneo    | Torneo              | V     | F     | SF    | QF    | 2T  | 1T  | Q | Q2  | Q1  |
| Singolare | Punti               | 50    | 25    | 14    | 8     | 4   | 0   | 3 | 1   | 0   |
| Singolare | Premi in denaro ($) | 5 500 | 3 260 | 1 900 | 1 120 | 660 | 395 | – | 215 | 125 |
| Doppio    | Punti               | 50    | 25    | 14    | 8     | –   | 0   | – | –   | –   |
| Doppio    | Premi in denaro ($) | 2 130 | 1 250 | 745   | 435   | –   | 245 | – | –   | –   |

## Campioni

### Singolare
Gonzalo Bueno ha battuto in finale  Dmitrij Popko con il punteggio di 6–4, 2–6, 7–6(4).

### Doppio
Arklon Huertas Del Pino / Conner Huertas Del Pino hanno battuto in finale  Max Houkes / Lukas Neumayer con il punteggio di 6–3, 3–6, [10–6].